# European Union for Bird Ringing

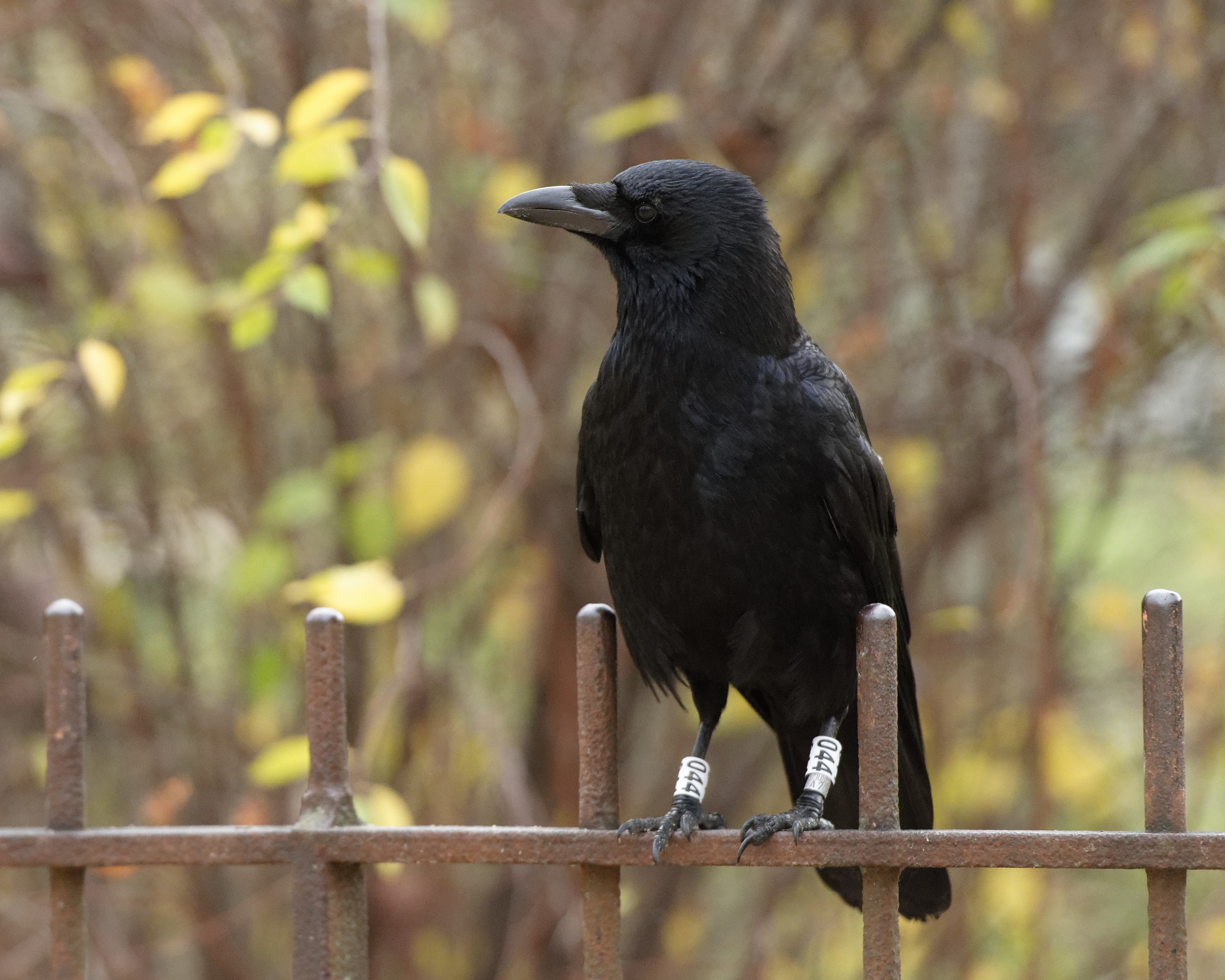
Corneille noire baguée au Jardin des plantes de Paris (code espèce EURING 15671)

L’European Union for Bird Ringing ou EURING (en français Union européenne du baguage ornithologique) est un organisme européen fondé en 1963 pour coordonner les démarches de baguage des oiseaux en Europe. Il assure aujourd'hui les échanges entre une quarantaine de centrales nationales de baguage.
L'une de ses premières réalisations est la mise en place en 1966 d'un protocole d'échange et de mise en commun des données, qui en est aujourd'hui à sa troisième version. À cette même fin, EURING a plus récemment mis en place un site Web trilingue pour signaler les observations ou reprises de bague en Europe. Parallèlement, EURING a institué en 1977 une base de données unique, la EURING Data Bank (EDB), qui rassemble les informations ornithologiques récoltées au cours des baguages par les différents pays participant au projet. D'abord créée au sein du Nederlands Instituut voor Ecologie, elle est actuellement hébergée par le British Trust for Ornithology.
EURING est actuellement présidé par l'Allemand Franz Bairlein.